# سليط بن قيس
سليط بن قيس (المتوفي سنة 13 هـ) صحابي من بني عدي بن النجار من الخزرج. أسلم سليط، ولما أسلم تولّى هو وأبو صرمة تكسير أصنام بني عدي بن النجار. وقد شهد مع النبي محمد غزواته كلها؛ وبعد وفاة النبي محمد، شارك في فتح العراق، وقُتل في موقعة الجسر. وكان لسليط من الولد ثبيتة أمها سخيلة بنت الصمة أخت الحارث بن الصمة.